# Порівняльна політологія
Порівняльна політологія — один з напрямків політології (політичної науки). Основним методом порівняльної політології виступає метод порівняння. Звідси походить ще одна назва цього напрямку — компаративістика (від англ. — compare — порівнювати). Порівняльна політологія займається вивченням політики шляхом порівняння і зіставлення однотипних політичних явищ в різних політичних системах. Серед таких явищ в першу чергу піддаються вивченню політичні процеси, політичні відносини, політичні інститути, політичні режими, політична культура, політичні партії, рухи тощо.